# Renty
Renty é uma comuna francesa na região administrativa de Altos da França, no departamento de Pas-de-Calais. Estende-se por uma área de 15,67 km². Em 2010 a comuna tinha 621 habitantes (densidade: 39,6 hab./km²).